# Michail Iwanowitsch Budyko
Michail Iwanowitsch Budyko (russisch Михаи́л Иванович Будыко; * 20. Januar 1920 in Homel, heute Belarus; † 10. Dezember 2001 in Sankt Petersburg) war ein russischer Klimatologe, Geophysiker und Geograph. Er galt als einer der führenden europäischen Klimaforscher. Zahlreiche Modelle und Voraussagen zur globalen Erwärmung gehen auf seine Forschungstätigkeit zurück. Zuletzt arbeitete er als Leiter der Abteilung zur Erforschung des Klimawandels am Hydrologischen Staatsinstitut in Sankt Petersburg.

## Leben
1942 erwarb Michail Budyko an der physikalischen Abteilung des Leningrader Polytechnischen Instituts sein Diplom und forschte danach am Geophysikalischen Hauptobservatorium in Leningrad. 1951 schloss er dort seine Studien mit dem Doktortitel ab und wurde vorerst stellvertretender Direktor des Observatoriums, von 1954 bis 1972 war er Direktor dieser Forschungseinrichtung.
1972 bis 1975 war Budyko Leiter der Abteilung für die Erforschung des Klimawandels am Geophysikalischen Hauptobservatorium, seit 1975 Leiter der Abteilung zur Erforschung des Klimawandels am Hydrologischen Staatsinstitut in Leningrad (später Sankt Petersburg).
1964 wurde Budyko als korrespondierendes Mitglied in die Akademie der Wissenschaften der UdSSR aufgenommen, 1992 wurde er Mitglied der Russischen Akademie der Wissenschaften.

## Preise und Auszeichnungen
- 1958 Leninpreis
- 1972 Prof.-Lithke-Goldmedaille der Russischen Geographischen Gesellschaft
- 1987 Goldmedaille der World Meteorological Organization
- 1989 Alexandr-Pawlowitsch-Winogradow-Preis der Akademie der Wissenschaften der UdSSR (benannt nach dem russischen Geochemiker Winogradow)
- 1994 Prof.-R.-Horton-Medaille der American Geographical Union
- 1995 A.-A.-Grigorijew-Preis der Russischen Akademie der Wissenschaften (benannt nach dem russischen Geographen und Akademiemitglied Andreij Grigorijew (Григорьев))
- 1998 Blue Planet Prize der Asahi Glass Foundation (Japan)

## Werke (Auswahl)
- Michail Iwanowitsch Budyko, A. B. Ronov und A. L. Yanshin: History of the Earths Atmosphere. Springer-Verlag, New York, 1987.
- Michail Iwanowitsch Budyko, G. S. Golitsyn und Y. A. Izrael: Global Climatic Catastrophes. Springer-Verlag, New York, 1988.
- Michail Iwanowitsch Budyko und Y. A. Izrael (Hrsg.): Anthropogenic Climatic Change. University of Arizona Press, Tucson, 1991.
- Michail Iwanowitsch Budyko: Global Climate Warming and its Consequence. Blue Planet Prize 1998 Commemorative Lectures. 30. Oktober 1998 (PDF).